# Lynda Carter Maybelline Classic 1983
Lynda Carter Maybelline Classic 1983 (також відомий під назвою Lynda Carter Classic) — жіночий тенісний турнір, що проходив на відкритих кортах з твердим покриттям у Дірфілд-Біч (США). Належав до Світової чемпіонської серії Вірджинії Слімс 1983. Тривав з 7 листопада до 13 листопада 1983 року. Перша сіяна Кріс Еверт-Ллойд здобула свій четвертий підряд титул на цьому турнірі й отримала за це 22 тис. доларів США.

## Фінальна частина

### Одиночний розряд
Кріс Еверт-Ллойд —  Бонні Гадушек 6–0, 6–4
- Для Еверт-Ллойд це був 6-й титул в одиночному розряді за сезон і 126-й — за кар'єру.

### Парний розряд
Бонні Гадушек /  Венді Вайт-Прауса —  Пем Кеселі /  Мері-Лу Деніелс 6–1, 3–6, 6–3
- Для Гадушек це був перший титул в кар'єрі. Для Вайт-Прауси це був 1-й титул за кар'єру.

## Розподіл призових грошей
| Дисципліна       | П       | F       | ПФ     | ЧФ     | 1/8    | 1/16 |
| Одиночний розряд | $22,000 | $11,000 | $5,575 | $2,800 | $1,450 | $725 |